# Amata sangaris
Amata sangaris är en fjärilsart som beskrevs av Hans Daniel Johan Wallengren 1863. Amata sangaris ingår i släktet Amata och familjen björnspinnare. Inga underarter finns listade i Catalogue of Life.